# Wilimy
Wilimy (deutsch Willims) ist ein Ort in der polnischen Woiwodschaft Ermland-Masuren. Er gehört zur Gmina Biskupiec (Stadt- und Landgemeinde Bischofsburg) im Powiat Olsztyński (Kreis Allenstein).

## Geographische Lage
Wilimy liegt am Westufer des Jezioro Dadaj (deutsch Daddaisee) in der nördlichen Mitte der Woiwodschaft Ermland-Masuren, 26 Kilometer südwestlich der früheren Kreisstadt Rößel (polnisch Reszel) bzw. 27 Kilometer nordöstlich der heutigen Kreismetropole und auch Woiwodschaftshauptstadt Olsztyn (deutsch Allenstein).

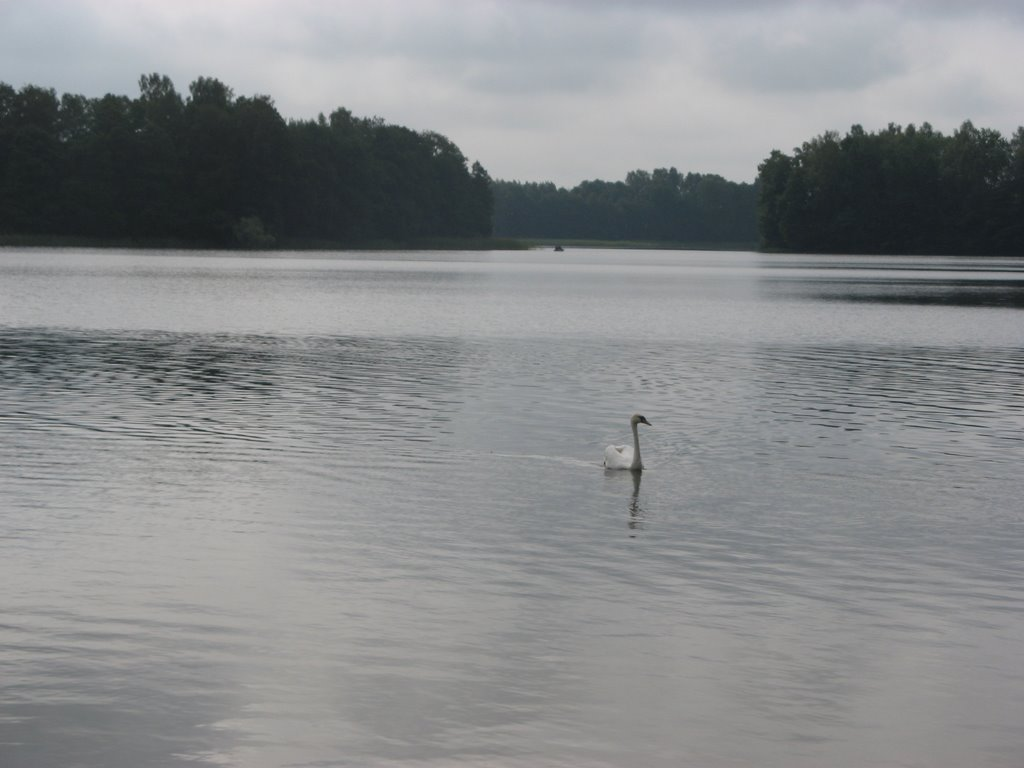
Blick auf den Dadaj-See

## Geschichte

### Wilimy
1359 ist das Gründungsjahr des damals Sillenberg, vor 1370 Suskaim, vor 1785 Willms und Wilms genannten Dorfes. 1785 wurde es als königliches Dorf mit 30 Feuerstellen, 1820 als königliches Bauerndorf mit köllmischem Krug und 37 Feuerstellen bei 175 Einwohnern erwähnt.
Als 1874 der Amtsbezirk Bössau im ostpreußischen Kreis Rößel gebildet wurde, war von Anfang an und bis 1945 Willims ein Teil von ihm.
Die Einwohnerzahl von Willims belief sich 1885 auf 479, 1910 auf 461, 1933 auf 440 und 1939 auf 364.
In Kriegsfolge wurde das gesamte südliche Ostpreußen 1945 an Polen angetreten. Willims erhielt die polnische Namensform „Wilimy“ und ist heute eine Ortschaft im Verbund der Stadt- und Landgemeinde Biskupiec (Bischofsburg) im Powiat Olsztyński (Kreis Allenstein), 1975 bis 1998 der Woiwodschaft Olsztyn, seither der Woiwodschaft Ermland-Masuren zugehörig. Im Jahre 2021 zählte Wilimy 146 Einwohner.

### Wyspa Dadaj

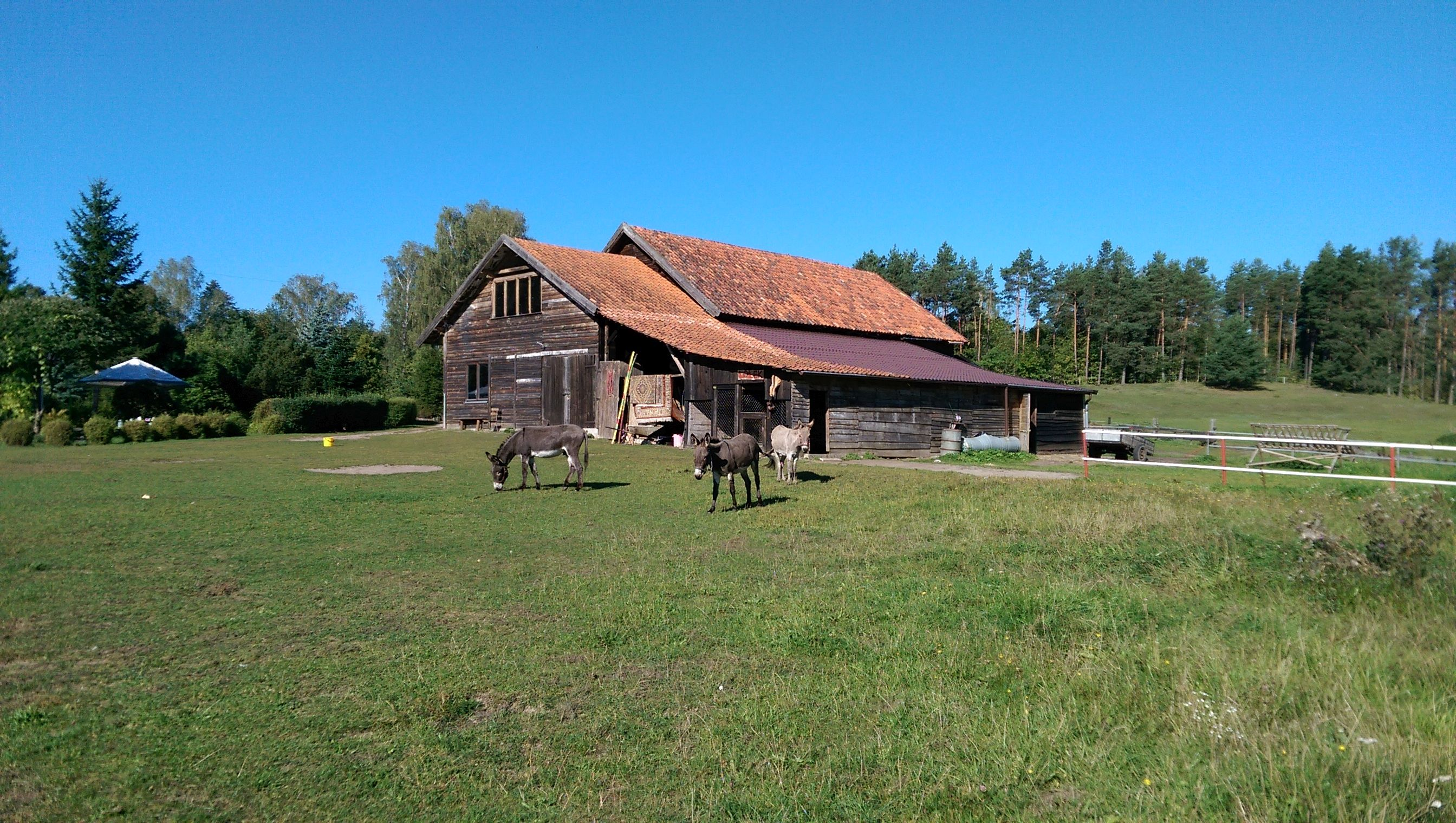
Wyspa Dadaj

Zu Wilimy gehört die Wyspa Dadaj, die als in Wilimy aufgegangen gilt und gewöhnlich nicht mehr gesondert genannt wird. Bereits vor 1945 war Daddai Werder ein Teil des Dorfes Willims. Durch einen Übergang ist die Insel mit dem Festland verbunden. Sie zählte im Jahre 1885 fünf und im Jahre 1905 neun Einwohner.

## Kirche
Bis 1945 war Willims mit Daddai Werder in die evangelische Kirche Bischofsburg (polnisch Biskupiec) in der Kirchenprovinz Ostpreußen der Kirche der Altpreußischen Union, außerdem in die römisch-katholische Kirche Groß Bössau (polnisch Biesowo) im damaligen Bistum Ermland eingepfarrt.
Heute gehört Wilimy mit Wyspa Dadaj katholischerseits weiterhin zu Biesowo, das jetz dem Erzbistum Ermland zugeordnet ist. Evangelischerseits nutzen die Einwohner jetzt eine Kapelle ij Biskupiec, die als Filialkapelle der Pfarrei in Sorkwity (Sorquitten) in der Diözese Masuren der Evangelisch-Augsburgischen Kirche in Polen zugehörig ist.

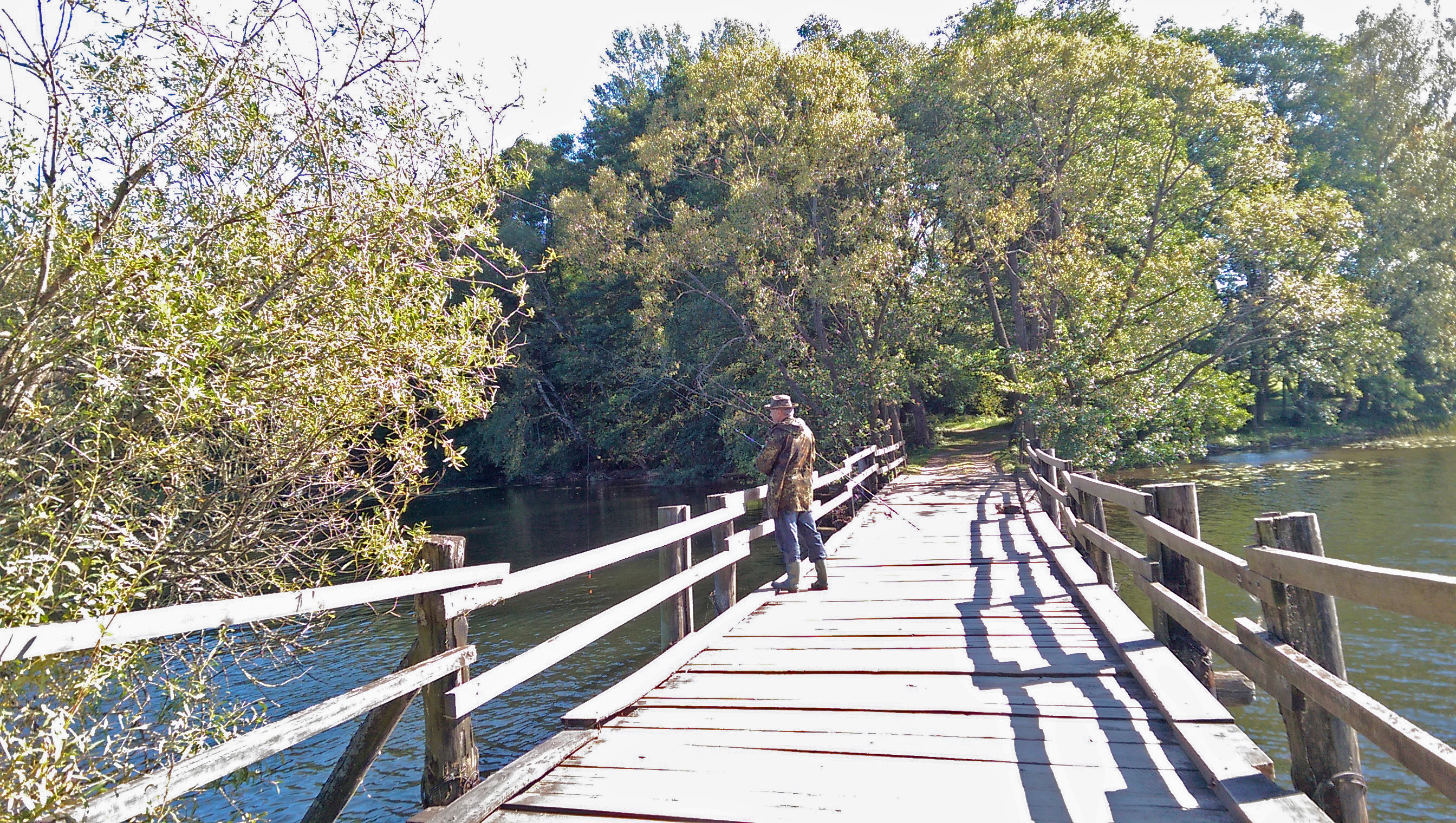
Übergang zur Insel Dadaj

## Verkehr
Wilimy liegt an einer Nebenstraße, die bei Czerwonka (Rothfließ) von der polnischen Landesstraße 57 (ehemalige deutsche Reichsstraße 128) abzweigt und über Droszewo (Kunzkeim) nach Wilimy bis zum Übergang zur Wyspa Dadaj führt.
Eine Bahnanbindung besteht nicht.